# Uprising
Uprising ist das zwölfte Studioalbum der jamaikanischen Reggaeband Bob Marley & the Wailers, das im Juni 1980 erschien. Es ist das letzte Album, dass zu Lebzeiten von Bandfrontmann Bob Marley erschien.

## Entstehung und Veröffentlichung
Die Erstveröffentlichung von Uprising erfolgte am 10. Juni 1980 bei Island Records. Das Album erschien in seiner Originalausführung als LP mit zehn Titeln (Katalognummer: ILPS 9596). Am 7. August 2001 erschien eine remasterte Ausführung auf CD mit zwei Remixen als Bonustitel (Katalognummer: 548 902-2).
Geschrieben und produziert wurden die Lieder alle von Bandfrontmann Bob Marley. Während er für den Schreibprozess alleine verantwortlich zeichnete, bekam er bei der Produktion der Lieder Unterstützung der restlichen Bandmitglieder. Bei den Liedern Could You Be Loved und Redemption Song stand ihnen zusätzlich der Produzent Chris Blackwell zur Seite.
Inhaltlich setzen sich die meisten Lieder mit den Rastafariglauben auseinander.

## Titelliste
1. Coming in from the Cold – 4:31
2. Real Situation – 3:08
3. Bad Card – 2:48
4. We and Dem – 3:12
5. Work – 3:40
6. Zion Train – 3:34
7. Pimper’s Paradise – 3:26
8. Could You Be Loved – 3:56
9. Forever Loving Jah – 3:51
10. Redemption Song – 3:47

## Kommerzieller Erfolg

### Chartplatzierungen
Uprising avancierte zum Nummer-eins-Album in Neuseeland. Darüber hinaus erreichte es Top-10-Platzierungen in Schweden (Rang 3), den Niederlanden (Rang 4), Deutschland (Rang 5) sowie Norwegen, Österreich und dem Vereinigtes Königreich (je Rang 6).
| ChartsChartplatzierungen       | Höchstplatzierung | Wochen |
| ------------------------------ | ----------------- | ------ |
| Deutschland (GfK)              | 5 (67 Wo.)        | 67     |
| Österreich (Ö3)                | 6 (7 Wo.)         | 7      |
| Vereinigte Staaten (Billboard) | 45 (23 Wo.)       | 23     |
| Vereinigtes Königreich (OCC)   | 6 (17 Wo.)        | 17     |

| ChartsJahrescharts (1980) | Platzierung |
| ------------------------- | ----------- |
| Deutschland (GfK)         | 22          |

### Auszeichnungen für Musikverkäufe
| Land/Region                  | Auszeichnungen für Musikverkäufe (Land/Region, Auszeichnung, Verkäufe) | Verkäufe  |
| ---------------------------- | ---------------------------------------------------------------------- | --------- |
| Australien (ARIA)            | Gold                                                                   | 20.000    |
| Dänemark (IFPI)              | Gold                                                                   | 10.000    |
| Deutschland (BVMI)           | Gold                                                                   | 250.000   |
| Frankreich (SNEP)            | 2× Platin                                                              | 600.000   |
| Italien (FIMI)               | Gold                                                                   | 25.000    |
| Neuseeland (RMNZ)            | 4× Platin                                                              | 80.000    |
| Spanien (Promusicae)         | Gold                                                                   | 50.000    |
| Vereinigte Staaten (RIAA)    | Gold                                                                   | 500.000   |
| Vereinigtes Königreich (BPI) | Gold                                                                   | 100.000   |
| Insgesamt                    | 7× Gold · 6× Platin ·                                                  | 1.635.000 |

Hauptartikel: Bob Marley/Auszeichnungen für Musikverkäufe